# 펩타이드 핵산

펩타이드 핵산의 구조

펩타이드 핵산(영어: peptide nucleic acid, PNA)은 DNA나 RNA와 유사한 인공적으로 합성된 고분자이다.
합성 펩타이드 핵산 올리고머는 최근 분자 생물학 절차, 진단 분석 및 안티센스 치료법에 사용되어 왔다. 결합 강도가 더 높기 때문에 이러한 역할에 사용하기 위해 긴 PNA 올리고머를 설계할 필요가 없으며 일반적으로 20-25 염기의 올리고뉴클레오티드 프로브가 필요하다. PNA-올리고머 길이의 주요 관심사는 특이성을 보장하는 것이다. PNA 올리고머는 또한 상보적인 DNA에 대한 결합에서 더 큰 특이성을 나타내며, PNA/DNA 염기 불일치는 DNA/DNA 이중체의 유사한 불일치보다 더 불안정하다. 이러한 결합 강도와 특이성은 PNA/RNA 이중나선에도 적용된다. PNA는 뉴클레아제나 프로테아제에 의해 쉽게 인식되지 않으므로 효소에 의한 분해에 저항성을 갖는다. PNA는 넓은 pH 범위에서도 안정적이다. 변형되지 않은 PNA는 세포막을 쉽게 통과하여 세포질로 들어갈 수 없지만, 세포 침투 펩타이드와 PNA의 공유 결합은 세포질 전달을 향상시킬 수 있다.
PNA는 자연적으로 발생하는 것으로 알려져 있지 않지만, PNA의 중추인 N-(2-아미노에틸)-글리신(AEG)은 지구상 생명체에 대한 초기 유전 분자 형태로 가정되었으며 남세균에 의해 생성되며 신경독이다.
PNA는 1991년 피터 E. 닐센(Peter E. Nielsen, 코펜하겐 대학교), 마이클 에그홀름(Michael Egholm, 코펜하겐 대학교), 롤프 H. 버그(Rolf H. Berg, 리소 국립 연구소) 및 올레 부차드(Ole Buchardt, 코펜하겐 대학교)에 의해 발명되었다.

## 같이 보기
- 핵산
- DNA
- RNA